# Almazna
Almazna (ukrajinsky Алмазна; rusky Алмазная – Almaznaja) je město v Luhanské oblasti na Ukrajině. Patří do aglomerace, jejímiž jádry jsou Alčevsk a Stachanov, pod který Almazna z hlediska správy náleží. V roce 2013 měla Almazna přes čtyři tisíce obyvatel.

## Poloha
Almazna leží na východě Donbasu, šest kilometrů na severozápad od Brjanky, sedm kilometrů jihozápadně od Stachanova a 65 kilometrů západně od Luhanska, správního střediska celé oblasti.

## Dějiny
Almazna byla založena v roce 1870 pod jménem Izjum (rusky Изюм, ukrajinsky Ізюм). V roce 1878 byla přejmenována na současné jméno. Městem je od roku 1977.

### Rodáci
- Nikolaj Anisimovič Ščolokov (1910–1984) – sovětský politik, dlouholetý ministr vnitra Sovětského svazu